# Haratin

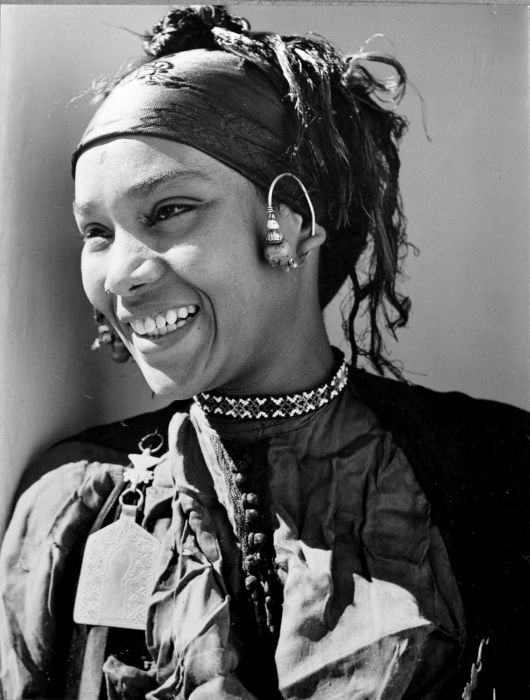
Donna Hartani del Marocco nel 1955.

Gli haratin (traslitterato anche harratin, haratine, al singolare hartani) sono un gruppo etnico di pelle nera delle oasi del Sahara. Si trovano nel sud dell'Algeria e del Marocco, in Mauritania e nel Sahara Occidentale. Costituiscono un gruppo socialmente ed etnicamente distinto, spesso sono nomadi, hanno le carnagione scura, e hanno adottato la lingua berbera o araba.